# Molophilus falx
Molophilus falx är en tvåvingeart som beskrevs av Alexander 1938. Molophilus falx ingår i släktet Molophilus och familjen småharkrankar. Inga underarter finns listade i Catalogue of Life.